# Xã Preston Lake, Quận Renville, Minnesota
Xã Preston Lake (tiếng Anh: Preston Lake Township) là một xã thuộc quận Renville, tiểu bang Minnesota, Hoa Kỳ. Năm 2010, dân số của xã này là 271 người.